# Renzo Arbore
Renzo Arbore, all'anagrafe Lorenzo Giovanni Arbore (Foggia, 24 giugno 1937), è un cantautore, disc jockey, autore televisivo, autore radiofonico, conduttore radiofonico, conduttore televisivo, clarinettista, compositore, showman, sceneggiatore, regista, attore e talent scout italiano.
Condivide con Gianni Boncompagni il titolo di primo disc jockey italiano.

## Biografia

Arbore e Gianni Boncompagni in Alto gradimento (1975)

È nato a Foggia il 24 giugno del 1937, figlio d'un dentista, Giulio Arbore, e di una casalinga, Giuseppina Cafiero, imparentata con l'anarchico Carlo. Da bambino ha vissuto sulla sua pelle la dura esperienza della seconda guerra mondiale: la città pugliese fu infatti più volte bersaglio dei bombardamenti degli Alleati e la famiglia Arbore perciò, alla pari di tanti altri loro concittadini, venne sfollata in Abruzzo, a Chieti, divenuta "città ricovero" per i molti sfollati provenienti dai vari luoghi bombardati tra Abruzzo, Molise e Puglia. Trascorsa l'estate del 1944 presso una famiglia di Francavilla al Mare, la famiglia poté quindi far ritorno a Foggia.
Ha frequentato il liceo, venendo però bocciato in terza. Prima di laurearsi in Giurisprudenza all'Università degli Studi di Napoli Federico II, Arbore incominciò a distinguersi come musicista proprio nella sua città natale, presso la storica Taverna del Gufo nel centro storico, dopo essere stato anche clarinettista al seguito di un noto complesso jazz foggiano, l'orchestra Parker's Boys. L'esordio sul palco avvenne a 18 anni in un gruppo di dixieland, nella città di Nocera Inferiore.
S'interessò di musica leggera e di jazz. Nel 1964 vinse un concorso in Rai. Successivamente partecipò al corso di "maestro programmatore di musica leggera". Conobbe Gianni Boncompagni, che diventò suo compagno di banco. Per la tv di stato i due si occuparono di trasmissioni di varietà (Bandiera gialla, Alto gradimento, L'altra domenica, Cari amici vicini e lontani..., Indietro tutta!); nel 1996 fu direttore artistico dei programmi Radio RAI. Assieme a Boncompagni, Arbore è stato tra i primi in assoluto a trasmettere in radio i brani dei Beatles, all'epoca non ritenuti "idonei" dai dirigenti Rai.
Nella sua poliedrica attività ha riscosso successi in vari campi: bravo musicista e cantante con L'Orchestra Italiana, conduttore radiofonico e televisivo - restano memorabili le trasmissioni radiofoniche, presentate insieme a Gianni Boncompagni, ovvero Bandiera gialla (1965), Per voi giovani (1967) e Alto gradimento (1970); e quelle televisive, ovvero Speciale per voi (1969-1970), una specie di processo ai cantanti del periodo, L'altra domenica (1976-1979), il suo primo vero successo in cui creò uno stile alternativo in diretta concorrenza con la contemporanea Domenica in di Corrado, Quelli della notte (1985), Indietro tutta! (1988), Doc (1987-1989) e Speciale per me, ovvero meno siamo meglio stiamo (2005). È stato anche attore e regista cinematografico (Il pap'occhio, 1980; "FF.SS." - Cioè: "...che mi hai portato a fare sopra a Posillipo se non mi vuoi più bene?", 1983).
Ha avuto il merito di scoprire e lanciare nuovi personaggi fra i quali Roberto Benigni, Gegè Telesforo, Giorgio Bracardi, Mario Marenco, Marisa Laurito, Nino Frassica, Milly Carlucci, Daniele Luttazzi e valorizzarne altri come Michele Mirabella, Luciano De Crescenzo e la Microband, l'attrice Maria Grazia Cucinotta, Nina Soldano, le conduttrici televisive Luana Ravegnini e Ilaria D'Amico, l'attore Francesco Paolantoni, la presentatrice Feliciana Iaccio, la cantante Pietra Montecorvino.
Le sue esperienze nel mondo musicale hanno inizio nel 1972, con la "N.U. Orleans Rubbish Band" (dove le lettere puntate stanno per "Nettezza Urbana"), che era composta, oltre che dallo stesso Arbore al clarinetto, da Fabrizio Zampa alla batteria, Mauro Chiari al basso, Massimo Catalano al trombone e Franco Bracardi al piano; questo gruppo pubblicò un 45 giri, contenente She was not an angel e The stage boy, inciso per gioco dai cinque.
Nel 1991 ha fondato L'Orchestra Italiana, con quindici grandi solisti per valorizzare la canzone napoletana classica restituendo dignità, tra l'altro, al mandolino.

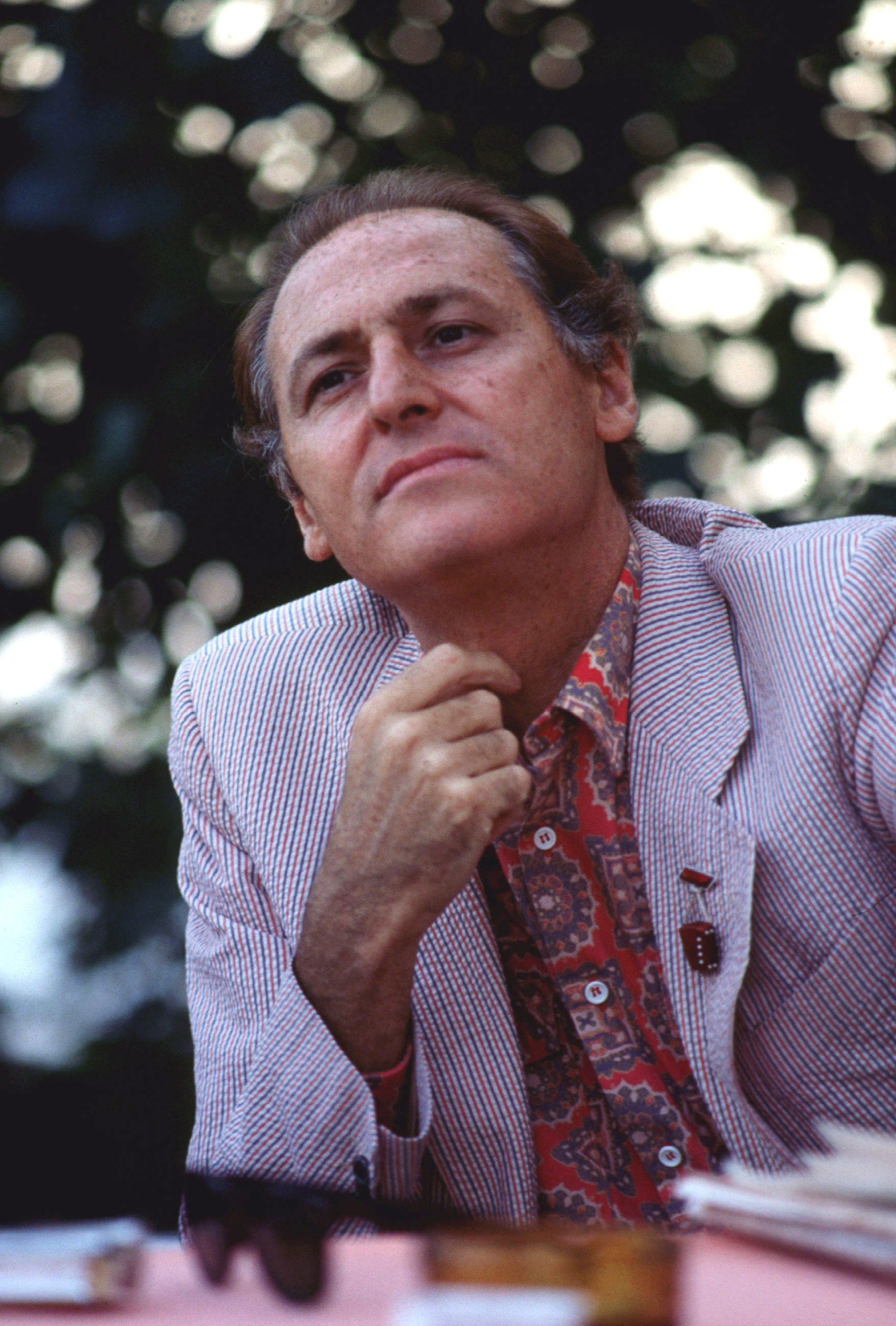
Arbore nel 1983 al Lido di Venezia

Già presidente di "Umbria Jazz", ha dato un intelligente contributo alla rinascita della grande manifestazione jazzistica perugina. Nel 2002 ha fondato una nuova band, "Renzo Arbore e i suoi Swing Maniacs", scegliendo personalmente i musicisti fra i migliori della scena jazzistica romana e nazionale: il sassofonista Fabiano "Red" Pellini, il chitarrista Emanuele Basentini, il pianista e sassofonista Giorgio Cuscito, il batterista Alberto Botta e il pianista Attilio Di Giovanni, fra gli altri, hanno militato in questa poderosa swing band. Non sciolse, tuttavia, L'Orchestra Italiana, assieme alla quale continuava a esibirsi per vari eventi alternandosi con la neonata band. Nel 2004 si esibì in tre concerti con L'Orchestra Italiana: alla Carnegie Hall di New York, al CasinoRama di Toronto e al Teatro dell'Opera di Roma, alla presenza del Presidente Carlo Azeglio Ciampi. Con gli Swing Maniacs incise un doppio CD uscito nel febbraio 2005, l'album Vintage, ma non li dimostra, premiato col "Disco d'oro". L'album uscì però con il nome del gruppo modificato in "Renzo Arbore e gli Arborigeni".
Nel 2008 ha dato voce al dromedario Tutankhamon nel film d'animazione La luna nel deserto diretto dal regista Cosimo Damiano Damato.
Da molti anni è presidente di un'associazione dei disc jockey italiani e si esibisce anche come suonatore di clarinetto jazz. Dal 1989 è testimonial della Lega del Filo d'Oro,  un'associazione onlus che assiste persone sordocieche.
Nell'ottobre 2007 è uscito il libro Renzo Arbore ovvero Quello della musica, la prima biografia musicale dell'artista scritta dal giovane clarinettista e musicologo Claudio Cavallaro, suo fan fin da bambino.
Nel 2009 ha cantato nell'ultimo disco di Claudio Baglioni Q.P.G.A., nella canzone Buon Compleanno. Il 28 luglio 2013 ha fatto partecipare il tour Renzo Arbore e L'Orchestra Italiana alla 43ª edizione del Giffoni Film Festival.
Sempre nel 2009 ha partecipato al documentario Beat Parade di Corrado Rizza e Luigi Rizza, prodotto dall'Istituto Luce, raccontando gli anni 1960 e la Beat Generation.
Il 15 novembre 2010 Arbore è tornato in tv con la trasmissione ...a lunga durata, Arbore e gli arborigeni su Rai Internazionale in replica su Rai 5.
Il 27 novembre 2015 il presidente della Regione Campania Vincenzo De Luca lo ha nominato, insieme a Giovanni Minoli e Lia Rumma, nel consiglio d'indirizzo della Fondazione Ravello dell'omonima cittadina della costiera amalfitana.
Nel 2018 partecipa alle riprese e viene intervistato da Nicola Iuppariello per il docufilm Vinilici. perché il vinile ama la musica.

## Trasmissioni

Nino Frassica e Arbore in Indietro tutta! (1987-1988)

Arbore e la sua banda hanno lasciato un segno profondo nella televisione italiana fino alla metà degli anni 1990.
Già con le sue prime trasmissioni degli anni 1960, come Bandiera gialla e Speciale per voi, Arbore impone stile e idee estremamente innovativi rispetto ai canoni televisivi dell'epoca. Basti ricordare Speciale per voi (1969), nella quale per la prima volta famosi cantanti venivano messi sotto il fuoco incrociato di domande e osservazioni, anche cattive, da parte del pubblico in sala.
Il più grande successo di quel periodo arriva però dalla radio, con la trasmissione Alto gradimento, condotta insieme a Gianni Boncompagni.
Arbore ritornò alla televisione nei primi anni 1970: nel 1972 è chiamato da Lino Procacci a condurre la trasmissione musicale Amico flauto.
Si giunge quindi alla trasmissione pomeridiana L'altra domenica che, in concorrenza con la trasmissione dal taglio più tradizionale in onda sulla Rete 1 della RAI, introduceva un nuovo stile irriverente e goliardico anche nei programmi-contenitore della domenica pomeriggio, con la partecipazione di diversi artisti fra i quali Roberto Benigni nei panni del critico televisivo, Andy Luotto il cugino americano, i collegamenti con Mario Marenco da Roma, Michael Pergolani da Londra, Françoise Riviere da Parigi e Isabella Rossellini da New York, le Sorelle Bandiera. Per la prima volta in una trasmissione televisiva il pubblico entra in contatto diretto con la televisione, in palio venti milioni di lire e tante risate.
Nel 1980 arriva la serie Tagli, ritagli e frattaglie, condotta insieme a Luciano De Crescenzo e Lory Del Santo; nel 1981 Telepatria international con le indimenticabili evocazioni spiritiche di Dante (Roberto Benigni), Cristoforo Colombo (Paolo Villaggio), San Giuseppe (Ugo Tognazzi) e con l'ultimo dei Mille (Carlo Verdone), in cui lancia le Gemelle Nete; e nel 1984 Cari amici vicini e lontani, programma sulla storia della radio, nuovamente con le Gemelle Nete (che interpretano la sigla finale del programma, Un bacio a mezzanotte).

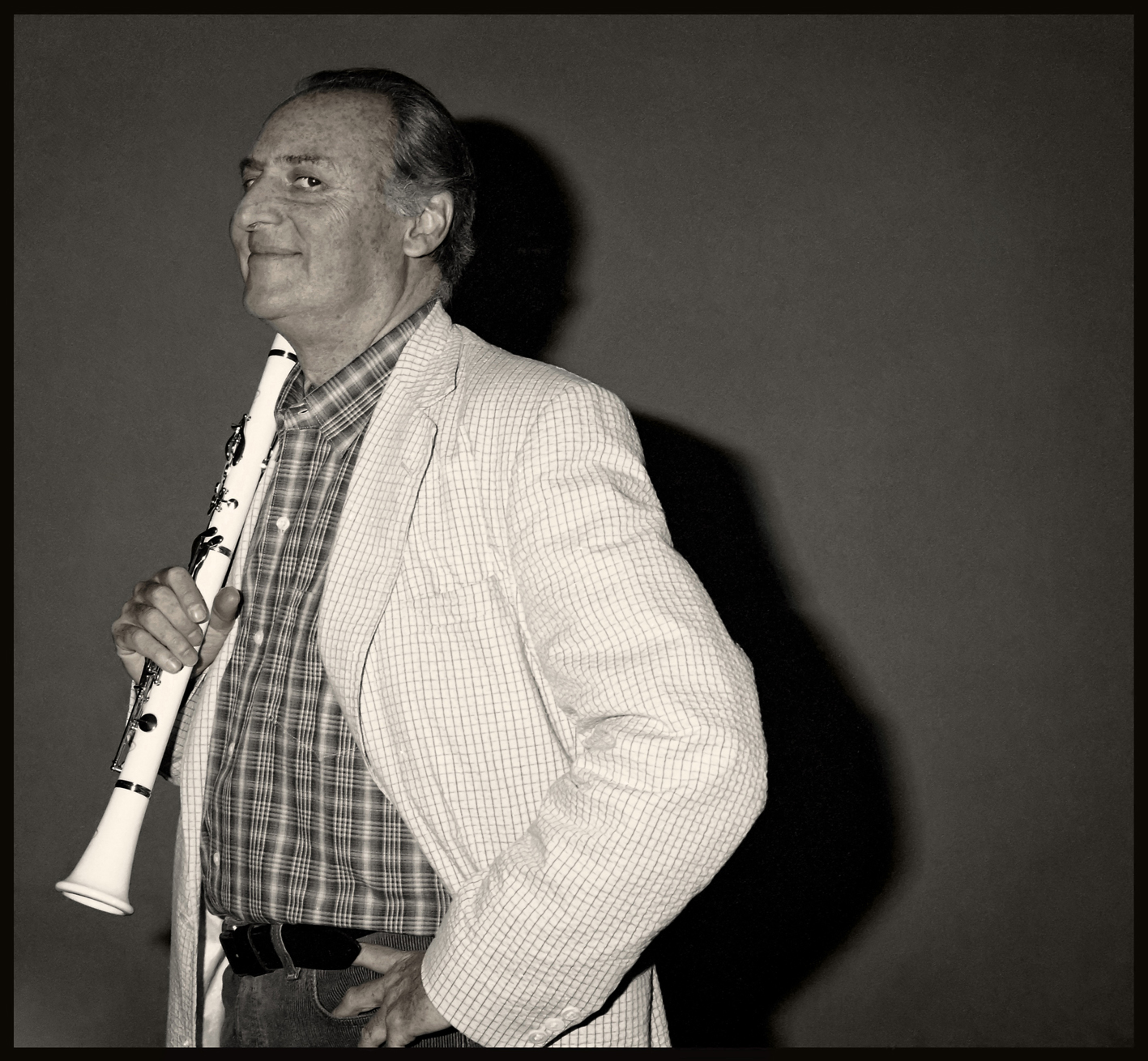
Arbore e il suo clarinetto, fotografato da Augusto De Luca

Ma è nel 1985 che giunge il grande successo con la trasmissione di Rai 2 Quelli della notte, un appuntamento di culto, con una serie di personaggi comici e intellettuali che si riunivano nella notte surreale e un po' cialtrona. La trasmissione, una chiara satira nei confronti dei dilaganti salotti televisivi, lancia nel firmamento nazionale il comico Nino Frassica nelle vesti di Frate Antonino da Scasazza che, con i suoi sproloqui, fa divertire mezza Italia. Molti altri sono i nuovi volti lanciati dalla trasmissione, come Riccardo Pazzaglia il filosofo partenopeo, Massimo Catalano l'intellettuale viveur, Maurizio Ferrini rappresentante romagnolo di pedalò affezionato al Partito Comunista, Simona Marchini romantica sognatrice, Marisa Laurito cugina in attesa perenne del fidanzato, e ancora Mario Marenco e Andy Luotto. La trasmissione segna un'epoca e i tormentoni e le battute entrano nel gergo quotidiano. L'album prodotto con le musiche della trasmissione vende quasi mezzo milione di copie.
Nel 1987-1988 la trasmissione Indietro tutta! replica l'enorme successo di Quelli della Notte. Il programma stigmatizza l'invadenza della televisione di tipo più commerciale, ridicolizzandone usi e costumi; una parodia televisiva in cui Nino Frassica impersona un improbabile quanto sgangherato "Bravo presentatore"; notevole il gruppo di ballerine brasiliane del Cacao Meravigliao che rappresentavano un surreale sponsor e le Ragazze Coccodè, un ridicolo corpo di ballo. Non mancavano inoltre personaggi come Mario Marenco che impersona "Riccardino", un bambino parecchio dispettoso con tanto di grembiule e cartella scolastica che passa il tempo a rincorrere il cane Fiocco. Il maestro Gianni Mazza è a capo dell'orchestra "Mamma li Turchi", Francesco Paolantoni è Cupido, appeso all'altalena e intento a lanciare frecce che non vanno mai a segno. La scenografia rappresenta una nave e l'ammiraglio Arbore è attorniato da due belle ragazze che rappresentano Miss Nord e Miss Sud; a guardia del sotterraneo vi sono le "Guardiane" (una delle due è una giovanissima e ancora sconosciuta Maria Grazia Cucinotta, l'altra Feliciana Iaccio).
Nel 1986 Arbore partecipa al Festival di Sanremo con la canzone ironica Il clarinetto e si piazza al secondo posto. Nell'esecuzione del brano sul palco sanremese è accompagnato da quelli che egli stesso chiama i "Tre amici e il cognato" di cui fanno parte Gegè Telesforo, Nando Murolo, Adriano Fabi e Piero Roberto. Seguono altri programmi televisivi come DOC e Marisa la nuit. In quest'ultimo programma, condotto da Marisa Laurito, Arbore, che è la voce fuori campo, anticipa quello che sarà il modo di fare televisione della Gialappa's Band.

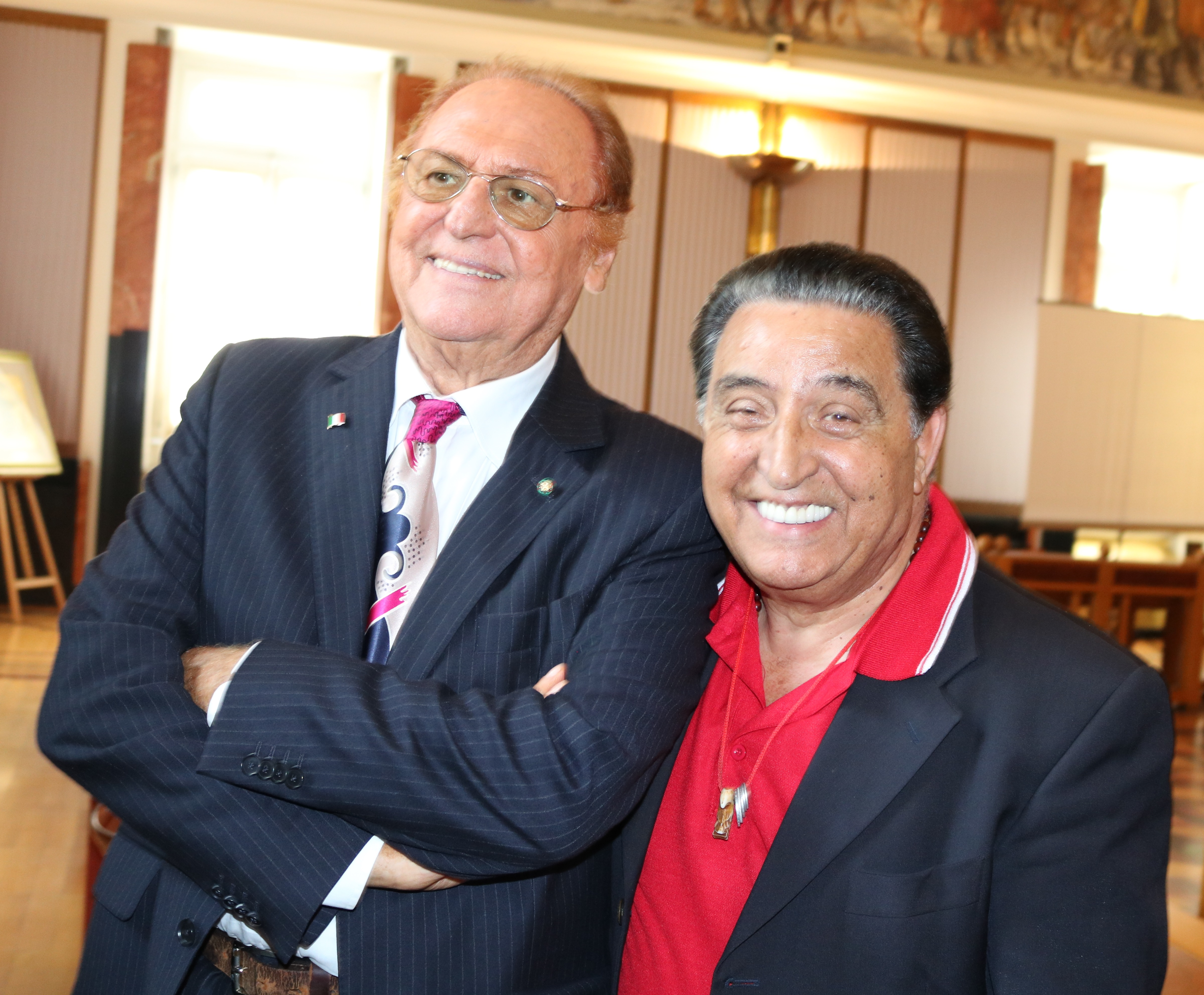
Arbore e Mario Trevi all'Università degli Studi di Napoli Federico II, all'assegnazione della laurea honoris causa alla memoria a Totò (2017)

Nel 1990 conduce Il caso Sanremo, dove in un processo simulato è giudice su fatti e misfatti della storia canora sanremese attorniato da un'improbabile corte e da avvocati interpretati da Michele Mirabella e Lino Banfi. Nel 1992 in una trasmissione in 4 puntate, rende un sentito omaggio televisivo a Totò con Caro Totò, ti voglio presentare.... Nel 1996 conduce senza sosta per 22 ore La Giostra, in diretta via Satellite per Rai International di cui è diventato intanto direttore artistico e testimonial.
Nel 2005 è la volta di Speciale per me, ovvero meno siamo meglio stiamo (17 puntate dal 23 gennaio al 4 giugno) su Rai 1, definita dallo stesso Arbore una "trasmissione amarcord" con l'obiettivo di mostrare tutta la televisione memorabile che la gente tende a dimenticare. Il senso della trasmissione è una sorta di mercatino di modernariato televisivo; anche la musica proposta è volutamente d'annata. La trasmissione riscuote un buon successo anche se va in onda in terza serata (proprio a questa collocazione notturna allude il sottotitolo "meno siamo, meglio stiamo"), con una media di quasi un milione e mezzo di telespettatori dopo mezzanotte, il 25 per cento di share. Nel giugno 2008 è stato pubblicato il libro Renzo Arbore e la radio d'autore - Tra avanguardia e consumo, un volume monografico scritto da Salvatore Coccoluto, dedicato alle storiche trasmissioni radiofoniche di Arbore. Ha realizzato il gioco in scatola Ma non i coperchi, ideato con Giancarlo Magalli e pubblicato dalla International Team.
Il 15 novembre 2010 Arbore torna in tv con la trasmissione ...a lunga durata, Arbore e gli arborigeni su Rai International e in replica su Rai 5. Il 4 settembre 2011 la Rai ha dedicato ad Arbore una puntata monografica della trasmissione Speciale TG1 documentari realizzata dal giornalista Vincenzo Mollica. È del 2013 la sua biografia Renzo Arbore: vita, opere e (soprattutto) miracoli a cura del giornalista della Rai Gianni Garrucciu, contenente numerose testimonianze di tanti colleghi e amici di Arbore. Il 24 giugno 2015 si esibisce al Palazzo dei Congressi del Cremlino in Russia e, oltre a fare spettacolo in diretta tv nazionale, si presenta come ambasciatore Expo 2015.
Nel 2014 conduce il Renzo Arbore Channel Live Show, in onda in diretta sul canale 69 del Digitale Terrestre e 713 di SKY, Capital TV, sul sito di Repubblica e su renzoarborechannel.tv, che dirige e che conduce assieme ai giornalisti Ernesto Assante e Gino Castaldo in collaborazione con WebNotte, con gli ospiti Gegè Telesforo e Tosca, il programma è curato da Ugo Porcelli, per la regia di Denis Gianniberti.
Nel giugno del 2020 torna nuovamente su Rai 2 con un nuovo format - Striminzitic Show - in onda da casa sua: è un programma in cui Arbore trasmette contenuti tratti dai suoi archivi ma anche da quanto ritrovato da lui stesso durante le sue sessioni di navigazione web notturne. Seguono format similari negli anni successivi sia su Rai 2 sia su Rai 5 come Appresso alla musica (2023-2024) e  Come ridevamo (2025). 
Nel maggio 2025 è ospite di Che tempo che fa su Nove, in occasione della celebrazione dei 40 anni di Quelli della notte.

## Vita privata
Scapolo convinto, dopo un legame negli anni '60 con la cantante e presentatrice torinese Vanna Brosio (la canzone di Mogol e Lucio Battisti "Innocenti evasioni" è ispirata a un episodio della loro relazione), si è accompagnato con la cantante romana Gabriella Ferri, ha poi avuto una lunga storia d'amore nel decennio successivo con Mariangela Melato; successivamente è stato legato a Mara Venier fino al 1997. Nel 2007 si è legato nuovamente alla Melato, ed è stato con lei fino al giorno della sua morte, l'11 gennaio 2013.

### Politica
Da sempre vicino al Partito Radicale, nel 2013 ha sostenuto ed è diventato membro del comitato "Bonino Presidente", volto ad appoggiare la candidatura come Presidente della Repubblica Italiana della radicale Emma Bonino.

## Vicende personali
- Renzo non aveva buoni rapporti con il padre Giulio che non approvava la sua dedizione alla musica e il suo abbigliamento (in un'intervista con Vincenzo Mollica dichiarò di essere stato il primo a Foggia a indossare i jeans, che suo padre definiva "pantaloni da operaio"[26]). Il padre avrebbe voluto che Renzo facesse il dentista, ma, dato che Renzo ad ogni goccia di sangue sveniva, rinunciò alla prima opzione e lo obbligò a laurearsi in giurisprudenza a Napoli.[27]
- Renzo Arbore venne sospeso dalla RAI nel 1971, insieme a Gianni Boncompagni e a Giorgio Bracardi, per cinque anni a causa di una scenetta con troppa carta igienica durante una puntata di Canzonissima, improvvisando da Firenze lo Scarpantibus.[28][29]
- Arbore è stato denunciato da Giorgio Bracardi per cause economiche legate alla trasmissione Alto gradimento, come affermato dallo stesso Bracardi.[30][31]
- Il pap'occhio venne sequestrato dopo tre settimane di programmazione in tutta Italia con l'accusa di vilipendio alla religione cattolica per ordine del procuratore dell'Aquila.[32] In seguito il film fu amnistiato e tornò in sala dopo 40 giorni di sospensione.[33]

## Onorificenze
Nel 2010 gli è stato attribuito alla Camera dei deputati il Premio America della Fondazione Italia USA.
Nel giugno 2025 a Benevento gli è stata conferita una Laurea Honoris Causa.

## Discografia

### Album
- 1981 - Ora o mai più ovvero cantautore da grande (Dischi Ricordi, SMRL 6284)
- 1985 - Cari amici vicini e lontani (Fonit Cetra, LPX 142) - (Renzo Arbore e i Senza Vergogna)
- 1986 - Prima che sia troppo tardi (Fonit Cetra e Dischi Ricordi, STVL 6350)
- 1988 - Discao Meravigliao (Fonit Cetra, STLP 197) - (Nell'album sono presenti brani incisi dal cast della trasmissione Indietro tutta tra cui Nino Frassica, il coro e una non accreditata Paola Cortellesi)
- 1990 - Sanremix (Fonit Cetra, TLPX 250) - (album inciso in coppia con Lino Banfi, Stefano Palatresi e I Campagnoli Belli)
- 1992 - Napoli. Punto e a capo (Fonit Cetra, TLPX 336) - (Renzo Arbore L'Orchestra Italiana)
- 1993 - Napoli due punti. E a capo (Fonit Cetra, TCDL 367) - (Renzo Arbore L'Orchestra Italiana)
- 1995 - Napoli: punto esclamativo! Internescional uei! (Fonit Cetra, TCDL 392) - (Renzo Arbore L'Orchestra Italiana)
- 1996 - Pecchè nun ce ne jammo in America? (Ricordi, TCDMRL 430222) - (Renzo Arbore L'Orchestra Italiana)
- 1998 - Sud(s) (BMG Ricordi, 74321624742) - (Renzo Arbore L'Orchestra Italiana)
- 2002 - Tonite! Renzo Swing! (CGD EastWest – 0927450812) - (Renzo Arbore e i suoi Swing Maniacs)
- 2013 - ...my American way! (Gazebo Giallo/Sony Music, 88883790732) - (Renzo Arbore & The Arboriginals)
- 2013 - Renzo Arbore & The Arboriginals (Gazebo Giallo/Sony Music, 8843047762) - (Renzo Arbore & The Arboriginals)

### Collaborazioni con altri artisti
- 1983 - Blue, Low & Easy (Doctor Dixie Jazz Band Plus Pupi Avati Featuring Renzo Arbore)
- 1985 - Dreamin' The Blues (Doctor Dixie Jazz Band Plus Renzo Arbore)

### Colonne sonore
- 1981 - Il pap'occhio (RCA, BL 31563)
- 1983 - F.F.S.S. cioè che mi hai portato a fare sopra a Posillipo se non mi vuoi più bene? (Mammouth, ZPGMU 33444) (Mini album con Roberto Benigni e Pietra Montecorvino)

## Filmografia

### Attore
- Per una bara piena di dollari, regia di Demofilo Fidani (1971)
- Giù la testa... hombre!, regia di Demofilo Fidani (1971)
- Il pap'occhio, regia di Renzo Arbore (1980)
- Smorza 'e llights ovvero Caserta by night, regia di Arnaldo Delehaye (cortometraggio, con Moana Pozzi) (1980)
- Quasi quasi mi sposo, film TV, regia di Vittorio Sindoni (1982)
- "FF.SS." - Cioè: "...che mi hai portato a fare sopra a Posillipo se non mi vuoi più bene?", regia di Renzo Arbore (1983)
- Odore di pioggia, regia di Nico Cirasola (1989)
- Joe e suo nonno, regia di Giacomo De Simone (1992)
- Il fratello minore, regia di Stefano Gigli (2000)
- Don Matteo 5, serie TV, episodio Al chiaro di luna, regia di Elisabetta Marchetti (2006)
- La luna nel deserto, regia di Cosimo Damiano Damato (2008)
- Focaccia blues, regia di Nico Cirasola (2009)
- Beat Parade - Viaggio nel mondo dei giovani anni 60, regia Corrado Rizza e Luigi Rizza (2011)
- L'era legale, regia di Enrico Caria (2011)
- People in Sorrento, documentario, regia di Luigi Scaglione (2015)
- Pino Daniele - Il tempo resterà, regia di Giorgio Verdelli (2017)
- Playback ovvero il Caso Malien, regia di Roberto Giglio (2017)
- Vinilici. Perché il vinile ama la musica, regia di Fulvio Iannucci (2018)
- Roma caput disco, regia di Corrado Rizza (2021)
- Il mio amico Massimo, regia di Alessandro Bencivenga – docufilm (2022)

### Regista e sceneggiatore
- Il pap'occhio (1980)
- "FF.SS." - Cioè: "...che mi hai portato a fare sopra a Posillipo se non mi vuoi più bene?" (1983)

## Programmi radiofonici
- Bandiera gialla (Radio 2, 1965-1970)
- Gli amici della settimana (Radio 2, 1967-1968)
- Alto gradimento (Radio 2, 1970-1976, 1979-80 e 1998)
- Radiotrionfo (Radio 2, 1976-77)
- No, non è la BBC (Radio 2, 1978-79)
- Radio anghe noi (Radio 1, 1981-83)

## Programmi televisivi
- Speciale per voi (Secondo Programma, 1969-1970)
- Un disco per l'estate (Programma Nazionale, 1969)
- Estate insieme (Programma Nazionale, 1971)
- Amico flauto (Programma Nazionale, 1972)
- L'altra domenica (Rete 2, 1976-1979)
  - L'altra domenica una Tantum (Rete 2, 1979)
  - L'altro sabato... Di domenica (Rai premium, 2018
- Tagli, ritagli e frattaglie (Rete 2, 1981)
- Telepatria International (Rete 2, 1981)
- Cari amici vicini e lontani (Rai 1, 1984)
  -  Cari amici vicini e lontani (Rai Storia, 2024) 
  -  Cari amici vicini e lontani Re-Edition (Rai 3, 2025-in corso)
- 1, 2, trenta...Oggi la tv compie trent'anni (Rai 3, 1984)
- Quelli della notte (Rai 2, 1985)
  -  Quelli della notte in cattedra (Rai 5, 2025)
- Marisa La Nuit (Rai 1, 1987)
- Una notte a Ravenna (Rai 1, 1987)
- D.O.C.: Musica e altro a denominazione d'origine controllata (Rai 2, 1987-1988)
- Indietro tutta! (Rai 2, 1987-1988)
- D.O.C. Concerto (Rai 2, 1988)
- International D.O.C. Club (Rai 2, 1988-1989)
- Il caso Sanremo (Rai 1, 1990)
- Na voce, 'na chitarra (Rai 1, 1990)
- Rosamunda, ovvero che magnifica serata (Rai 1, 1991)
- Caro Totò, ti voglio presentare... (Rai 1, 1992)
- CantaNapoli Internazionale (Rai 2, 1992)
- Festa Azzurra (Rai 1, 1994)
- Viva Napoli (Canale 5, 1994-1995) Ospite fisso
- Una giornata speciale - 2 giugno 1946 (Rai 1, 1996)
- Giostra di Capodanno (Rai International, 1996)
- Ho sognato di cantare - Roberto Murolo Day (Rai 2, 2003)
- Speciale per me ovvero meno siamo meglio stiamo (Rai 1, 2005)
- Telethon La Nuit (Rai 1, 2013)
- Da Palermo a New Orleans...e fu subito Jazz (Rai 2, 2013)
- Quelli dello swing (Rai 2, 2015)
- Techetechete' (Rai 1, 2017) Puntata 14
- Indietro tutta! 30 e l'ode (Rai 2, 2017)
- Guarda... Stupisci (Rai 2, 2018)
- L'arte do' sole (Rai 5, 2019)
- Io faccio o' show (Rai 2, 2019)
- No, non è la BBC (Rai 2, 2019)
- Striminzitic Show (Rai 2, 2020)
- Appresso alla musica - In due si racconta meglio (Rai 5, 2022)
- Appresso alla musica - Premiata bottega di antiquariato musicale (Rai 2, 2024)
- Come ridevamo (Rai 2, 2025)

## Pubblicità
- Carosello (Programma Nazionale, 1975-1976), con Gianni Boncompagni, per le confezioni maschili della Marzotto[44]
- Vari media, 1980-1982 per AssoBirra

## Altre attività
- Il 2 ottobre 2007 ha realizzato la prima diretta video in streaming con la regia di Denis Gianniberti[45] e l'ha raccontata in un video.[46] Tale esperienza il 27 ottobre 2012 porta all'inizio delle trasmissioni del Renzo Arbore Channel.[47]
- Nel 2013 ha registrato telefonicamente il contributo che sarebbe divenuto la prefazione del volume Vinilici. La passione per il disco[48] a cura di Nicola Iuppariello.
- Renzo Arbore è stato testimonial per oltre vent'anni dell'Associazione Lega del filo d'oro, che si occupa delle persone sordocieche. Per l'associazione è stato protagonista di diversi spot TV e radio.
- Ha scritto il soggetto di una storia Disney, Zio Paperone e i concerti predatori, pubblicata sul numero 2123 di Topolino.[49]
- Nel 1988 è stato testimonial pubblicitario per il lancio della nuova FIAT Tipo dove invitava il suo amico a comprarsi tale modello.
- Nel 2018 ha partecipato alle riprese del docufilm Vinilici. Perché il vinile ama la musica.[50]